# Думарс, Джо
Джо Думарс III (англ. Joe Dumars III; родился 24 мая 1963 года в Шривпорте, штат Луизиана, США) — американский профессиональный баскетболист, всю свою карьеру выступавший за команду Национальной баскетбольной ассоциации «Детройт Пистонс», в которой в настоящее время работает президентом по баскетбольным операциям. При росте 191 см выступал в нападении на позициях атакующего и разыгрывающего защитников, а также был эффективен в обороне. В конце 1980-х - начале 1990-х Думарс и Исайя Томас вместе образовали одну из лучших тыловых зон в истории НБА.
Член Зала славы баскетбола.

## Биография

### Карьера игрока
Учился в государственном Луизианском университете Макниза, в 1985 году был выбран на драфте НБА под 18-м номером командой «Детройт Пистонс» и всю свою спортивную карьеру игрока провёл в этом клубе. Всего в НБА провёл 14 сезонов. В сезонах 1988/1989 и 1989/1990 годов Думарс стал чемпионом НБА в составе «Пистонс», к тому же по итогам первого из них был признан самым ценным игроком финала НБА. Шесть раз принимал участие в матче всех звёзд НБА (1990—1993, 1995, 1997). Один раз включался во 2-ю сборную всех звёзд НБА (1993), а также два раза в 3-ю сборную всех звёзд НБА (1990—1991). Четыре раза включался в 1-ю сборную всех звёзд защиты НБА (1989—1990—1992—1993), а также один раз во 2-ю сборную всех звёзд защиты НБА (1991). Включался в 1-ю сборную новичков НБА (1986). В 1994 году Думарс стал лауреатом награды имени Джеймса Уолтера Кеннеди, а в 1996 году был объявлен первым обладателем приза за спортивное поведение НБА. В 1985 году признавался баскетболистом года среди студентов конференции Southland. За ним в «Пистонс» закреплён номер 4. Всего за карьеру в НБА сыграл 1018 игр (один из 100 с небольшим баскетболистов, кто преодолел рубеж в 1000 игр), в которых набрал 16 401 очко (в среднем 16,1 за игру), сделал 2203 подбора, 4612 передач, 902 перехвата и 83 блок-шота.
В 1994 году Думарс стал в составе национальной сборной США победителем чемпионата мира в Канаде.
В 2003 году Думарс был признан менеджером года НБА, в следующем году стал чемпионом НБА, будучи менеджером своего родного клуба, а в 2006 году был введён в Зал славы баскетбола.

### Президент по баскетбольным операциям «Детройт Пистонс»
Думарс стал президентом по баскетболу «Пистонс» перед началом сезона 2000–01. Он был признан лучшим менеджером сезона в лиге в сезоне 2002-03, продолжив дальше выстраивать команду, которая выиграла чемпионат НБА 2004 года. Благодаря этой победе Думарс стал первым афроамериканским руководителем, который привел команду к чемпионству НБА. В сезоне 2005–06 у «Пистонс» был лучший результат в регулярном сезоне в истории франшизы (64–18). Под руководством Думарса «Пистонс» шесть лет подряд (2003-2008) выходили в финал Восточной конференции. Эта серия подошла к концу в сезоне 2008–09, когда «Пистонс» проиграли в первом раунде «Кливленд Кавальерс».
9 февраля 2014 года Думарс уволил Мориса Чикса с поста главного тренера и назначил Джона Лойера временным главным тренером. 14 апреля 2014 года «Пистонс» объявили, что Думарс уйдет с поста президента по баскетбольным операциям, но останется советником.
21 июня 2019 года Думарс был назначен специальным советником генерального менеджера «Сакраменто Кингз». 14 августа 2020 года Думарс был назначен временным исполнительным вице-президентом по баскетбольным операциям. 17 сентября 2020 года он был назначен на должность директора по стратегическим вопросам.
2 мая 2022 года Думарс был назначен на должность исполнительного вице-президента по баскетбольным операциям НБА.

## Статистика

### Статистика в НБА
| Сезон                                                                                    | Команда | Регулярный сезон | Регулярный сезон | Регулярный сезон | Регулярный сезон | Регулярный сезон | Регулярный сезон | Регулярный сезон | Регулярный сезон | Регулярный сезон | Регулярный сезон | Регулярный сезон | Серия плей-офф | Серия плей-офф | Серия плей-офф | Серия плей-офф | Серия плей-офф | Серия плей-офф | Серия плей-офф | Серия плей-офф | Серия плей-офф | Серия плей-офф | Серия плей-офф |
| Сезон                                                                                    | Команда | GP               | GS               | MPG              | FG%              | 3P%              | FT%              | RPG              | APG              | SPG              | BPG              | PPG              | GP             | GS             | MPG            | FG%            | 3P%            | FT%            | RPG            | APG            | SPG            | BPG            | PPG            |
| ---------------------------------------------------------------------------------------- | ------- | ---------------- | ---------------- | ---------------- | ---------------- | ---------------- | ---------------- | ---------------- | ---------------- | ---------------- | ---------------- | ---------------- | -------------- | -------------- | -------------- | -------------- | -------------- | -------------- | -------------- | -------------- | -------------- | -------------- | -------------- |
| 1985/86                                                                                  | Детройт | 82               | 45               | 23,9             | 48,1             | 31,3             | 79,8             | 1,5              | 4,8              | 0,8              | 0,1              | 9,4              | 4              | 4              | 36,8           | 61,0           | -              | 66,7           | 3,3            | 6,3            | 1,0            | 0,0            | 15,0           |
| 1986/87                                                                                  | Детройт | 79               | 75               | 30,9             | 49,3             | 40,9             | 74,8             | 2,1              | 4,5              | 1,1              | 0,1              | 11,8             | 15             | 15             | 31,5           | 53,8           | 66,7           | 78,0           | 1,3            | 4,8            | 0,8            | 0,1            | 12,7           |
| 1987/88                                                                                  | Детройт | 82               | 82               | 33,3             | 47,2             | 21,1             | 81,5             | 2,4              | 4,7              | 1,1              | 0,2              | 14,2             | 23             | 23             | 35,0           | 45,7           | 33,3           | 88,9           | 2,2            | 4,9            | 0,6            | 0,1            | 12,3           |
| 1988/89                                                                                  | Детройт | 69               | 67               | 34,9             | 50,5             | 48,3             | 85,0             | 2,5              | 5,7              | 0,9              | 0,1              | 17,2             | 17             | 17             | 36,5           | 45,5           | 8,3            | 86,1           | 2,6            | 5,6            | 0,7            | 0,1            | 17,6           |
| 1989/90                                                                                  | Детройт | 75               | 71               | 34,4             | 48,0             | 40,0             | 90,0             | 2,8              | 4,9              | 0,8              | 0,0              | 17,8             | 20             | 20             | 37,7           | 45,8           | 26,3           | 87,6           | 2,2            | 4,8            | 1,1            | 0,0            | 18,2           |
| 1990/91                                                                                  | Детройт | 80               | 80               | 38,1             | 48,1             | 31,1             | 89,0             | 2,3              | 5,5              | 1,1              | 0,1              | 20,4             | 15             | 15             | 39,2           | 42,9           | 40,5           | 84,5           | 3,3            | 4,1            | 1,1            | 0,1            | 20,6           |
| 1991/92                                                                                  | Детройт | 82               | 82               | 38,9             | 44,8             | 40,8             | 86,7             | 2,3              | 4,6              | 0,9              | 0,1              | 19,9             | 5              | 5              | 44,2           | 47,1           | 50,0           | 78,9           | 1,6            | 3,2            | 1,0            | 0,2            | 16,8           |
| 1992/93                                                                                  | Детройт | 77               | 77               | 40,2             | 46,6             | 37,5             | 86,4             | 1,9              | 4,0              | 1,0              | 0,1              | 23,5             | Не участвовал  | Не участвовал  | Не участвовал  | Не участвовал  | Не участвовал  | Не участвовал  | Не участвовал  | Не участвовал  | Не участвовал  | Не участвовал  | Не участвовал  |
| 1993/94                                                                                  | Детройт | 69               | 69               | 37,6             | 45,2             | 38,8             | 83,6             | 2,2              | 3,8              | 0,9              | 0,1              | 20,4             | Не участвовал  | Не участвовал  | Не участвовал  | Не участвовал  | Не участвовал  | Не участвовал  | Не участвовал  | Не участвовал  | Не участвовал  | Не участвовал  | Не участвовал  |
| 1994/95                                                                                  | Детройт | 67               | 67               | 38,0             | 43,0             | 30,5             | 80,5             | 2,4              | 5,5              | 1,1              | 0,1              | 18,1             | Не участвовал  | Не участвовал  | Не участвовал  | Не участвовал  | Не участвовал  | Не участвовал  | Не участвовал  | Не участвовал  | Не участвовал  | Не участвовал  | Не участвовал  |
| 1995/96                                                                                  | Детройт | 67               | 40               | 32,7             | 42,6             | 40,6             | 82,2             | 2,1              | 4,0              | 0,6              | 0,0              | 11,8             | 3              | 3              | 41,0           | 45,7           | 35,7           | 100,0          | 4,3            | 3,7            | 0,0            | 0,0            | 13,7           |
| 1996/97                                                                                  | Детройт | 79               | 79               | 37,0             | 44,0             | 43,2             | 86,7             | 2,4              | 4,0              | 0,7              | 0,0              | 14,7             | 5              | 5              | 42,8           | 36,1           | 26,1           | 95,0           | 1,8            | 2,0            | 1,0            | 0,0            | 13,8           |
| 1997/98                                                                                  | Детройт | 72               | 72               | 32,3             | 41,6             | 37,1             | 82,5             | 1,4              | 3,5              | 0,6              | 0,0              | 13,1             | Не участвовал  | Не участвовал  | Не участвовал  | Не участвовал  | Не участвовал  | Не участвовал  | Не участвовал  | Не участвовал  | Не участвовал  | Не участвовал  | Не участвовал  |
| 1998/99                                                                                  | Детройт | 38               | 38               | 29,4             | 41,1             | 40,3             | 83,6             | 1,8              | 3,5              | 0,6              | 0,1              | 11,3             | 5              | 5              | 30,6           | 48,7           | 52,6           | 100,0          | 1,4            | 2,6            | 0,4            | 0,0            | 10,2           |
|                                                                                          | Всего   | 1018             | 944              | 34,5             | 46,0             | 38,2             | 84,3             | 2,2              | 4,5              | 0,9              | 0,1              | 16,1             | 112            | 112            | 36,6           | 46,2           | 35,8           | 85,5           | 2,3            | 4,6            | 0,8            | 0,1            | 15,6           |
| Наведите курсор мыши на аббревиатуры в заголовке таблицы, чтобы прочесть их расшифровку. |         |                  |                  |                  |                  |                  |                  |                  |                  |                  |                  |                  |                |                |                |                |                |                |                |                |                |                |                |